# Torsholma
Torsholma, ook wel Kyrkholm genoemd, is een dorp en eiland in de gemeente Brändö in de autonome Finse regio Åland. Het eiland vormt het meest zuidelijke deel van het 'vasteland' van Brändö, en het is via dammen en bruggen verbonden met de noordelijk hiervan gelegen, eveneens bewoonde eilanden Norra Koholm, Nötö, Brändö, Björnholma, Korsö, Fiskö, Åva en Bolmö.
Torsholma telt ongeveer 90 inwoners, die voornamelijk wonen op de noordelijke helft van het eiland.

## Verkeer

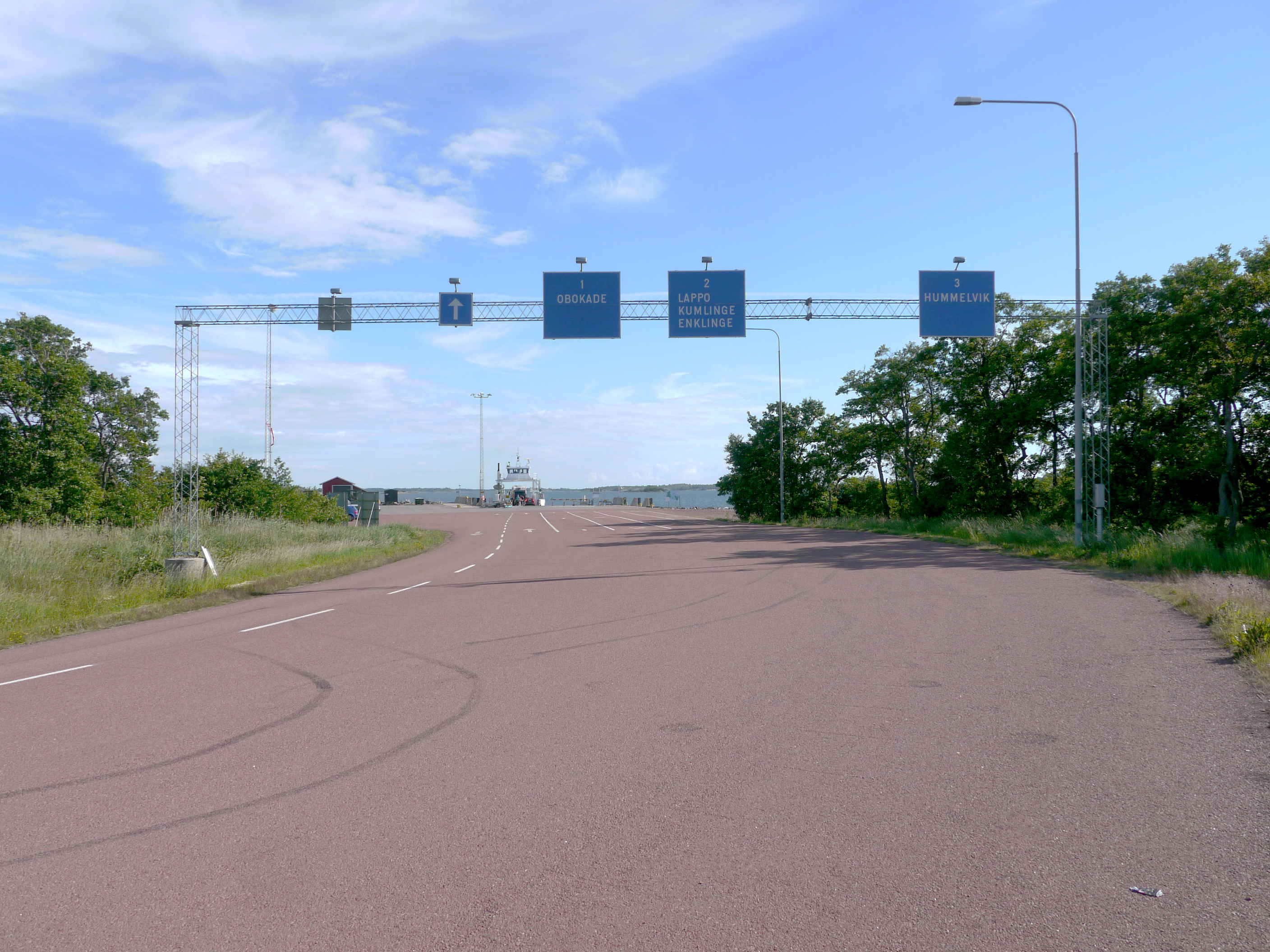
De veerstoep van Torsholma, op Lilla Hummelholm

Vanaf het noordwesten van het eiland loopt een 700 meter lange dijk naar Lilla Hummelholm, een onbewoond eilandje dat grotendeels bestaat uit een veerstoep waar veerboten van Ålandstrafiken aanleggen, voor vervoer in westelijke richting, via Lappo, Kumlinge en Enklinge naar Hummelvik.

## Economie
De voornaamste inkomsten bestaan uit toerisme. Er worden huisjes ('stugor') verhuurd, er is een winkeltje en een bakker. Verder biedt bovengenoemde veerverbinding werkgelegenheid.

## Overig
Aan de oostzijde van het eiland bevindt zich een uitkijktoren, die via een voetpad bereikbaar is, en die uitzicht biedt over de zeestraat Skiftet.